# ㅏ
ㅏ(아)는 한글 낱자 중 열다섯 번째 글자이다.
현대 한국어에서는 후설 저모음, 평순 모음, 양성 모음, 단모음으로 분류한다. 국제 음성 기호로는 중설 근저모음 [ɐ]이다. 표준 발음법에 따르면 후설 저모음이다. 《훈민정음해례》에서는 ㅣ와 ㆍ를 합해 만들었고, 그 소리를 ‘ㆍ’와 같지만 입을 벌린다고 설명하고 있다.

## 합자
- 중성 모음 ㅣ와 합쳐진 ㅐ(ㅏ+ㅣ) [ɛ]
- 같은 양성 모음 ㅗ와 합쳐진 ㅘ(ㅗ+ㅏ) [wa]
- ㅗ와 ㅣ가 모두 합쳐진 ㅙ(ㅗ+ㅏ+ㅣ) [wɛ]

## 코드 값
| 종류                  | 글자 | 유니코드 | HTML     |
| --------------------- | ---- | -------- | -------- |
| 한글 호환 자모 영역   | ㅏ   | U+314F   | &#12623; |
| 한글 자모 영역        | ᅟᅡ   | U+1161   | &#4449;  |
| 한양 사용자 정의 영역 |   | U+F807   | &#63495; |
| 반각                  | ￂ    | U+FFC2   | &#65474; |